# Ste-Marie-Madeleine (Penmarch)

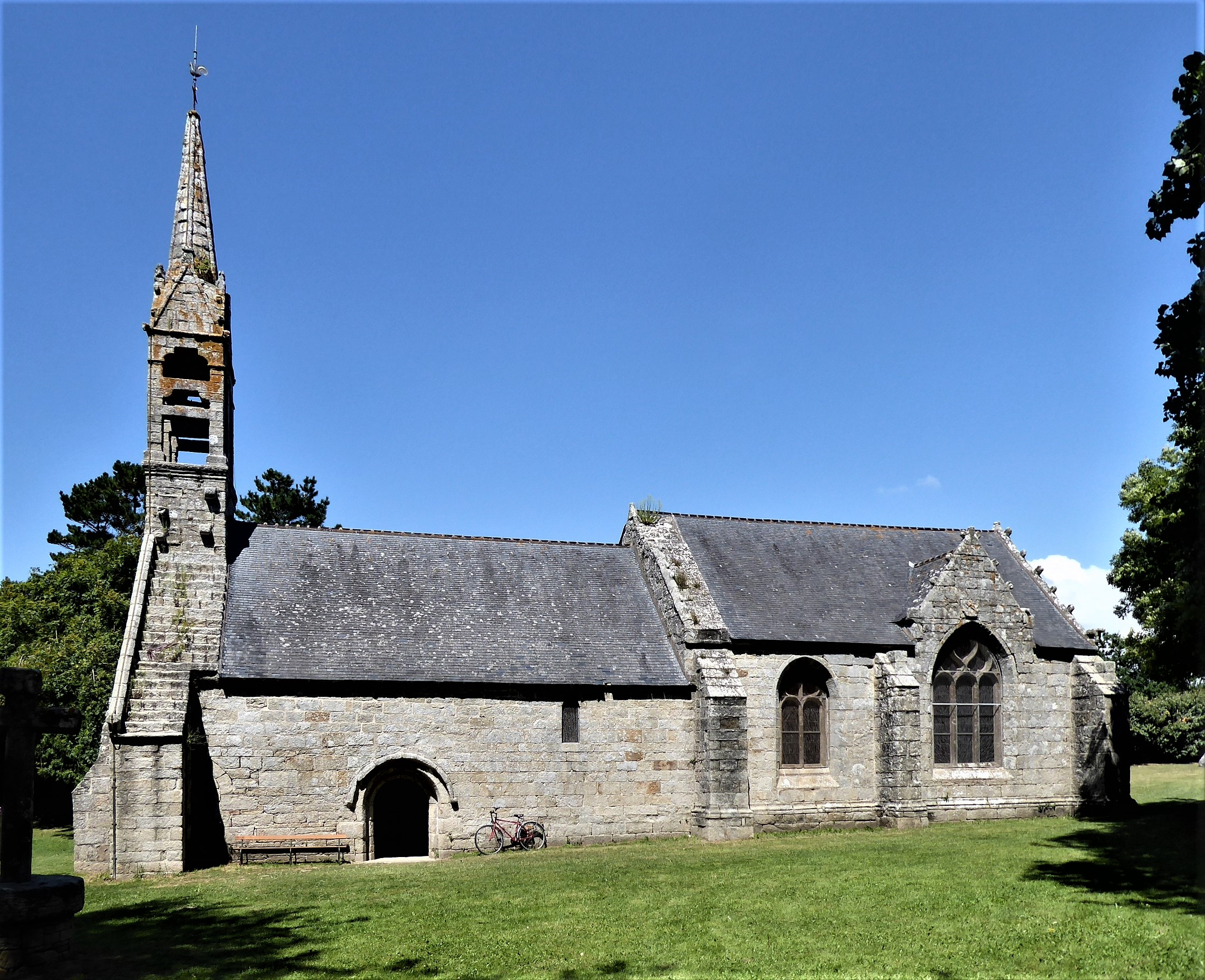
Die Kapelle Ste-Marie-Madeleine

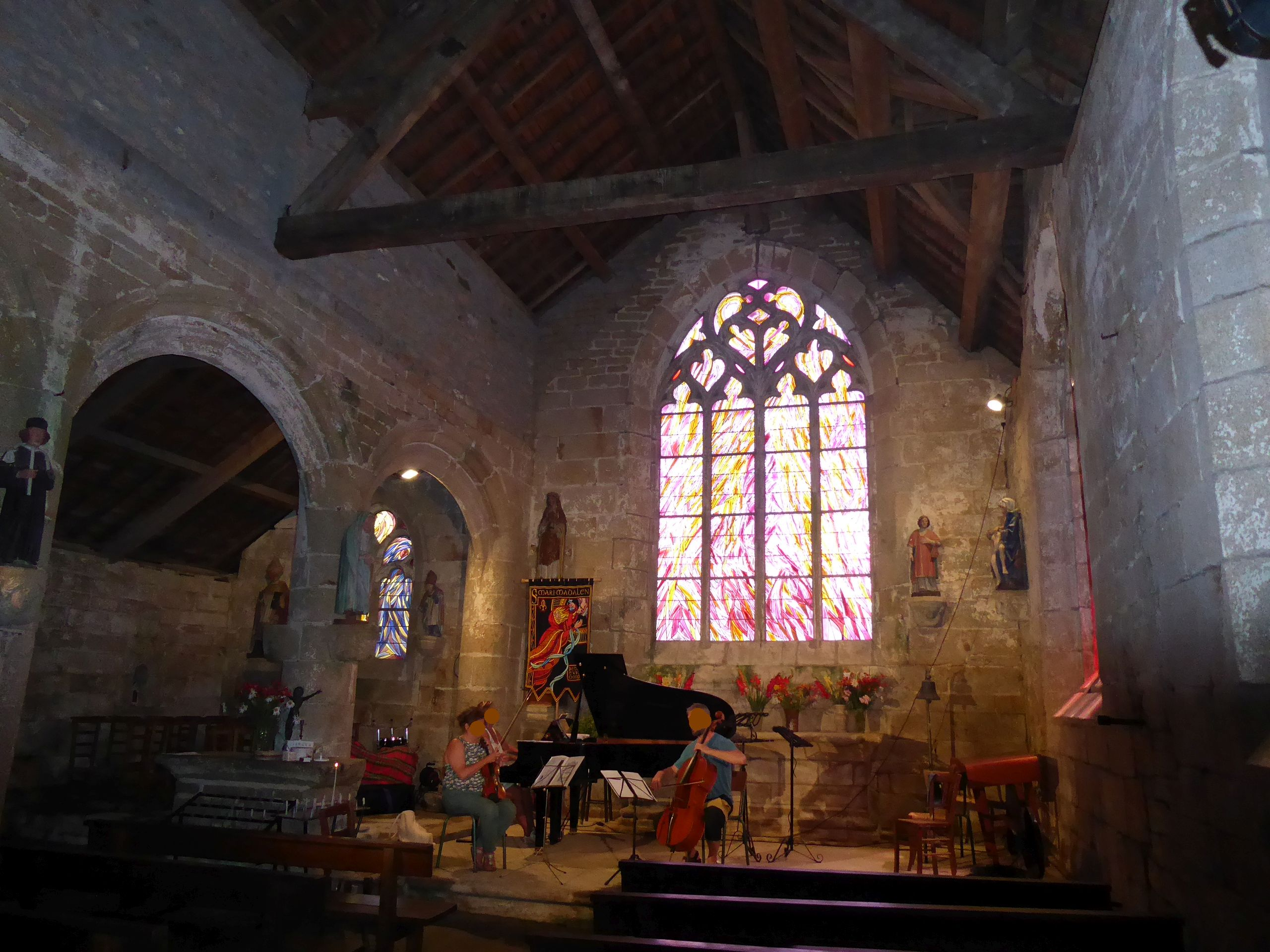
Inneres, Blick zum Chor

Ste-Marie-Madeleine (St. Maria Magdalena) ist eine römisch-katholische Kapelle in La Madeleine, einem Ortsteil von Penmarch in der Bretagne. Die Kapelle ist seit 1956 als Monument historique klassifiziert.

## Geschichte
Die westlichen Teile der Kapelle Ste-Marie-Madeleine gehen auf das 12. Jahrhundert zurück und waren dem heiligen Erzmärtyrer Stephanus geweiht. Das Langhaus wird auf das Jahr 1416 datiert. Zu Beginn des 16. Jahrhunderts erfolgte eine Erweiterung nach Osten im Stil der Flamboyantgotik und der Wechsel des Patroziniums hin zur heiligen Maria Magdalena. Die Kapelle war zu dieser Zeit das Gotteshaus eines Leprosoriums. Baubefunde deuten darauf hin, dass die Kapelle in zwei Teile unterteilt war, um die Priester von den Leprakranken zu isolieren.
Über der Westwand der Kapelle befindet sich ein für die Region typischer Glockengiebel. Den Chorschluss ziert ein großes spätgotisches Maßwerkfenster.